# Watson (Saskatchewan)
Pour les articles homonymes, voir Watson.
Watson est un bourg canadien du sud-est de la province de la Saskatchewan au nord-ouest des lacs Quill. Il compte 707 habitants.

## Géographie
À vol d'oiseau, Watson se situe à 10 km au nord-ouest des Lacs Quill, à 150 km à l'est de Saskatoon et à 190 km au nord de Régina. Le bourg est établi à 550 m d'altitude. Sa superficie est de 2,96 km2. Watson est au carrefour  des routes provinciales 6 (en direction de Régina au sud et de Melfort au Nord) et 5 qui rallie Saskatoon à l'ouest par Humboldt et Kamsack à l'est, par Wadena et Canora. C'est aussi un nœud ferroviaire. Le territoire municipal est enclavé au nord-est municipalité rurale de Lakeside n° 338, celle-ci enclave aussi la municipalité de Quill Lake,. Du point de vue hydrographique, Watson se situe sur le bassin versant endoréique des lacs Quill sur l'Ironspring, un affluent intermittent du grand lac Quill.
Watson est un petit centre commercial et industriel.

## Histoire
La colonisation agricole de la région débute en 1902, et la construction du bourg de Watson commence en 1905 avec l'arrivée du chemin de fer de la CNoR. En 1906 Watson est érigée en village puis en ville en 1908.

## Démographie
Au recensement de 2021, la municipalité urbaine de Watson atteint 707 habitants sur 2,96 km2 tandis que la municipalité rurale de Lakeside en compte 396 sur 653,88 km2 et le village de Quill Lake 377, sur 1,32 km2.
| 1971 | 1976 | 1981 | 1986 | 1991 |
| ---- | ---- | ---- | ---- | ---- |
| 840  | 940  | -    | -    | 884  |

| 1996 | 2001 | 2006 | 2011 | 2016 |
| ---- | ---- | ---- | ---- | ---- |
| 837  | 794  | 719  | 777  | 697  |

| 2021 | - | - | - | - |
| ---- | - | - | - | - |
| 707  | - | - | - | - |